# ألفافارا
بلدية الفخَّارة أو (نقحرة: ألفافارا) (بالإسبانية: Alfafara) هي بلدية تقع في مقاطعة لقنت التابعة لمنطقة بلنسية شرق إسبانيا.

## الديموغرافيا
بلغ عدد سكان بلدية الفخَّارة 424 نسمة عام 2011 (وفقاً للمعهد الوطني الإسباني للإحصاء).
| 391 | 388 | 406 | 430 | 430 | 413 | 424 |

## أعلام
- فيسنتي بيلدا